# Budynek bursy szkolnej w Sanoku
Budynek bursy szkolnej w Sanoku – pierwotnie siedziba bursy dla uczniów szkolnych w Sanoku, potem internat, obecnie siedziba urzędu.

## Historia

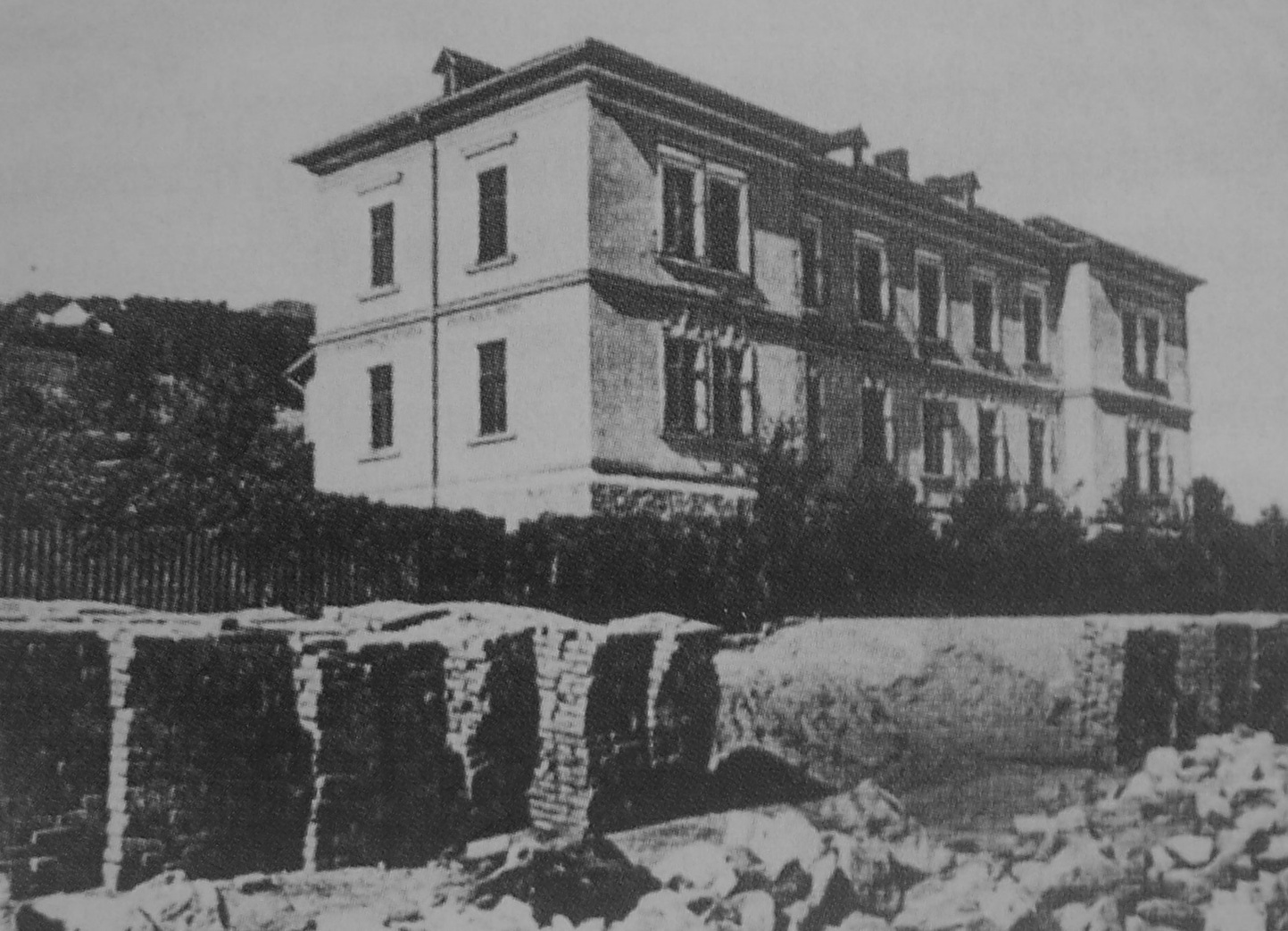
Budynek w 1. poł. XX wieku

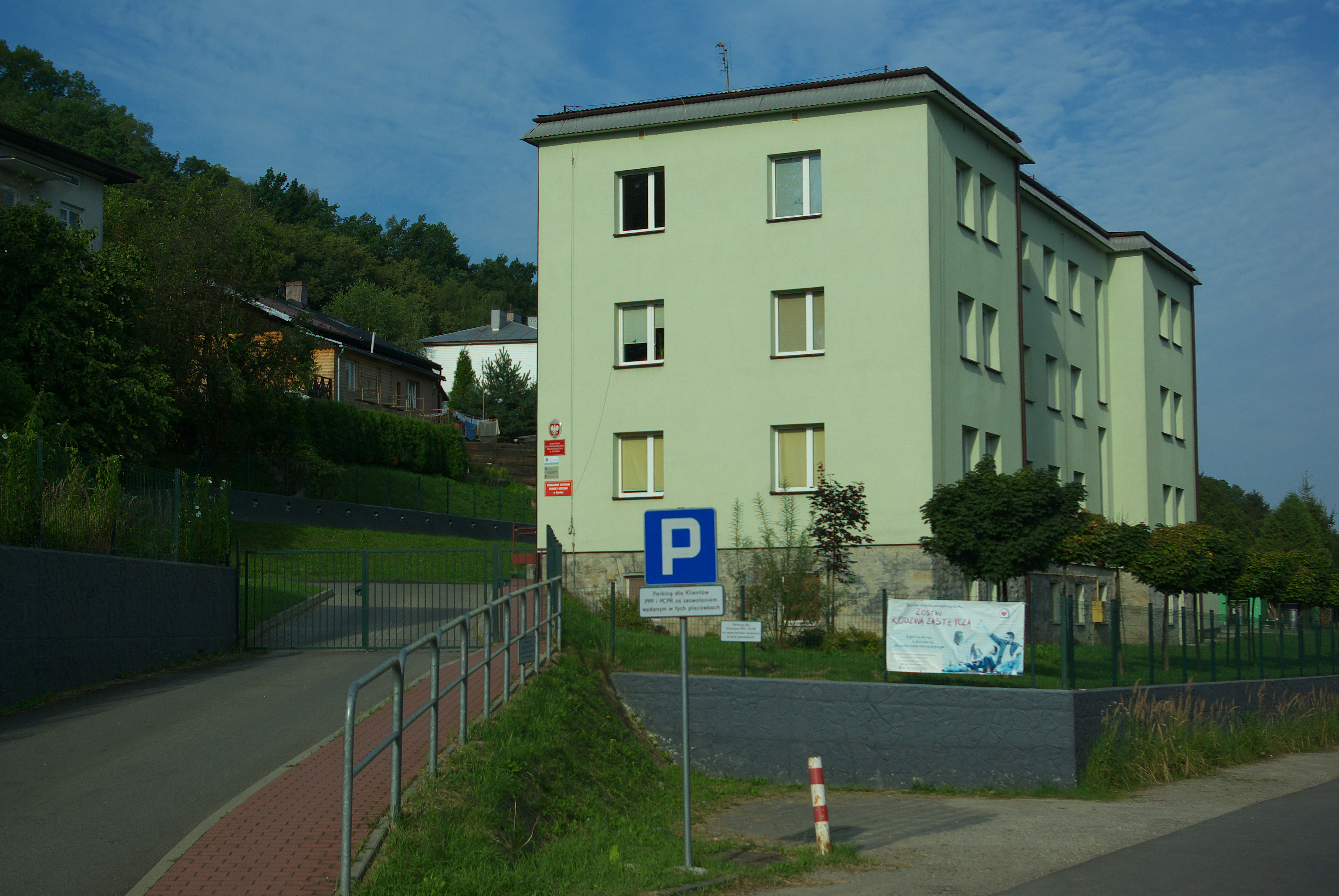
Budynek w 2019

Obiekt powstał z inicjatywy dyrektora C. K. Gimnazjum Męskiego w Sanoku, Włodzimierza Bańkowskiego. Od 1898 działał komitet budowy bursy, przekształcony później w „Towarzystwo Bursy” (1898–1918), który gromadził fundusze celem powstania placówki . W zamierzeniu bursa miała służyć uczniom edukujących się w sanockich szkołach, pochodzących spoza miasta (dotychczas korzystających z prywatnych stancji). Obiekt funkcjonował pod nazwą „Bursa Jubileuszowa im. Cesarza Franciszka Józefa”. Dzięki staraniom Bańkowskiego cesarz Franciszek Józef I przeznaczył na budowę obiektu sumę tysiąc guldenów (ok. 2 tys. koron). W bursie zakwaterowanie uzyskało ok. 60 uczniów spoza miasta (głównie pochodzenia chłopskiego, pochodzących z rejonu Sanoka), zaś inni otrzymywali wyżywienie . Gimnazjaliści zamieszkujący w placówce byli określani jako „Bursacy” .
Od 1901 do sierpnia 1905 kierownikami w bursie byli nauczyciele gimnazjalni Hipolit Neuwirth i Antoni Bielak, a po ich rezygnacji w sierpniu 1905 prefektem bursy był ks. dr Józef Drozd, który zamieszkiwał w budynku. Wychowawcami w bursie byli m.in. ks. Paweł Rabczak, Julian Müller.
28 września 1904 prezesem Wydziału Bursy Jubileuszowej został wybrany Włodzimierz Bańkowski, wiceprezesem Feliks Giela, a wydziałowymi Władysław Adamczyk, Antoni Bielak, Antoni Borzemski, Maurycy Drewiński, Kajetan Golczewski, August Mroczkowski, Hipolit Neuwirth, Antoni Niedenthal, Wojciech Ślączka, zastępcą wydziałowego m.in. Karol Gerardis, a członkiem sądu honorowego m.in. ks. Bronisław Stasicki. 28 września 1905 prezesem został wybrany W. Bańkowski, wiceprezesem ks. Stasicki, wydziałowymi Władysław Adamczyk, Stanisław Basiński, Maurycy Drewiński, Feliks Giela, Leopold Biega, Jacek Jabłoński, Kajetan Golczewski, August Mroczkowski, Wojciech Ślączka. Ponownie władze wybrano 14 października 1907 (Bańkowski prezesem, ks. Stasicki wiceprezesem, a wydziałowymi A. Bielak, Leopold Biega, Karol Gerardis, Stanisław Basiński, dr Jacek Jabłoński, Wojciech Ślączka). 27 października 1910 prezesem Wydziału Bursy Jubileuszowej został wybrany Włodzimierz Bańkowski, wiceprezesem ks. Franciszek Salezy Matwijkiewicz, a członkami m.in. Stanisław Borowiczka (sekretarz), Karol Gerardis, Władysław Dukiet, Feliks Giela, dr Jacek Jabłoński, Jan Augustyński, Tadeusz Wrześniowski, Marian Kawski, Adam Bratro. Później, przed 1914 w Wydziale „Towarzystwa Bursy” działali m.in. ks. Franciszek Salezy Matwijkiewicz (prezes), Adam Pytel (zastępca), Jan Augustyński (sekretarz), Paweł Biedka, Stanisław Borowiczka, Władysław Dukiet, Bolesław Gawiński, Józef Kurasiewicz (wydziałowi), Adam Bratro, Tomasz Rozum, Ludwik Sikora, Józef Siess.
Po odzyskaniu przez Polskę niepodległości w okresie II Rzeczypospolitej prezesem wydziału Towarzystwa Polskiej Bursy Gimnazjalnej działającym przy przemianowanym Państwowym Gimnazjum im. Królowej Zofii w Sanoku był ks. Franciszek Salezy Matwijkiewicz, zastępcą prezesa. S. Basiński, zarządem kierował ks. J. Drozd przy pomocy prof. gimn. Michała Milskiego, a prefektem bursy był ks. Paweł Rabczak. W pierwszym półroczu roku szkolnego 1938/1939 prefektem był Szuberlak, następnie prof. Artur Hannemann. Do 1939 dyrektorem bursy pozostawał ks. Rabczak.
Od 1913 bursa mieściła się przy ustanowionej wówczas ulicy Fryderyka Szopena i była zlokalizowana przy tej ulicy w okresie międzywojennym. Na przełomie lat 20./30. w bursie zamieszkiwało co najmniej 60 uczniów. Działalność bursy przed 1939 utrzymywano z opłat wychowanków i członków „Towarzystwa Bursy”, subwencji oraz datków indywidualnych. W czasie około 1 i 2 dekady XX wieku opłata za bursę wynosiła 20 koron oraz roczny kontyngent ziemniaków i kapusty. Pod koniec lat 30. opłata miesięczna za pobyt gimnazjalisty w bursie wynosiła 60 zł. W budynku chłopcy mieszkali w wieloosobowych salach, pełnili dyżury w zakresie budzenia się dzwonkiem, zaś rano modlili się wspólnie w kaplicy. Każdorazowo jeden gimnazjalista (najstarszy) był odpowiedzialny za utrzymanie porządku i przestrzeganie regulaminu w sali mieszkalnej (nosił tytuł cenzora). Mieszkańcy bursy byli określani przez innych gimnazjalistów jako bursiacy względnie bursiaki.
Pierwotnie budynek figurował pod numerem konskrypcyjnym 398, a potem pod adresem ul. Fryderyka Szopena 1.
Podczas II wojny światowej w okresie okupacji niemieckiej w budynku zakwaterowano żołnierzy armii niemieckiej . Działał tam Deutsches Jugendheim (ponadto rzekomo także oddział Hitlerjugend). Po nadejściu frontu wschodniego w budynku mieszkali żołnierze Armii Czerwonej .
W okresie PRL budynek stanowił internat dla uczniów I Liceum Ogólnokształcącego im. Komisji Edukacji Narodowej w Sanoku, będącego tradycyjnym kontynuatorem sanockiego gimnazjum. Od 1972 dyrektorem placówki zwanej internatem był Edward Gliwa . Na miejscu powstała Izba Pamięci Narodowej, sala klubowa, świetlica . W 1977 podjęto kolejny po wojnie remont obiektu, trwający do 1983 . Od 1983 dyrektorem internatu był Marian Bazylak . Od tego czasu w budynku zakwaterowano uczennice Liceum Medycznego . Od 1987 do 1999 kierowniczką internatu była Maria Pełechowicz . W 2000 została ona wybrana dyrektorem bursy, od 1 stycznia 2001 stanowiącej samodzielny podmiot podległy Starostwu Powiatowemu . Także w 2000 ukończono remontu w budynku. W 2001 pewna liczba pomieszczeń bursy została przewidziana jako miejsca zamieszkania dla studentów utworzonej tuż obok Państwowej Wyższej Szkoły Zawodowej.
Decyzją z 2017 budynek został siedzibą Poradni Psychologiczno-Pedagogicznej w Sanoku, która wraz z Powiatowym Centrum Pomocy Rodzinie podjęła działalność w budynku w grudniu 2017.
Sanocki poeta Janusz Szuber wspomniał o bursie w wierszu pt. „O losie prawdziwego człowieka”, opublikowanym w tomikach poezji pt. Pan Dymiącego Zwierciadła z 1996.